# Papisto Boy
Papisto Boy (1951 – 2014) è stato un artista senegalese, autore di murales e di dipinti. Il suo vero nome era Pape Mamadou Samb.

## Vita e carriera
Rimasto orfano a soli 10 anni, si allontana dal suo villaggio rurale per dirigersi verso la capitale Dakar, dove rimane per ben 40 anni. Qui viene accolto da una comunità di pescatori tra i cantieri della zona industriale del porto, chiamata Hann-Bel-Air, vivendo in un piccolo monolocale appena sufficiente per contenere la sua amaca. Privo di formazione artistica, affermava che la sua mano fosse guidata da Sheikh Amadu Bamba, maestro sufi della Muridiyya. Era infatti un uomo profondamente religioso e le sue opere avevano spesso carattere devozionale.
Papisto Boy è spesso associato all'École de Dakar, ma ne era in realtà indipendente, pur godendo anch'egli del sostegno che il presidente senegalese Léopold Sédar Senghor aveva per quel gruppo di artisti. Disegnava spesso ritratti di persone famose per aver combattuto per i diritti umani. Una delle sue opere più note è un affresco di quasi cento metri di lunghezza sul muro di un'officina di Hann-Bel-Air, nei pressi del porto di Dakar, realizzata a partire dal 1976 senza l'autorizzazione statale. La sua prima esposizione di tele risale al 1989.

## Opere
- 1976: murale di Hann-Bel-Air
- 2003: mostra Urban Islam al Tropenmuseum di Amsterdam, in occasione della quale ha dipinto un murale nella sala del museo.